# Беллами-Кей
Беллами-Кей — остров[уточнить] в группе Британских Виргинских островов, находящийся полностью в пределах залива Треллис острова Биф-Айленд. Ранее назывался Blanco Islet; в честь известного пирата, «Чёрного Сэма» Беллами, «принца пиратов».
Большую часть своей очень короткой, но успешной кампании пиратства в 1716 и 1717 годах, Беллами устроил на этом островке базу, а члены экипажа использовали Треллис-Бей как гавань. Беллами отметил, что с Бланко, а также с близлежащего мыса Спрэт хорошо видны корабли, проходящие по проливу Сэра Фрэнсиса Дрейка. Больше всего нападениям подвергались испанские галеоны, гружёные сокровищами, предназначенными для королевского дома Испании.
В начале 1950-х остров был приобретён Владиславом Вагнером, первым польским яхтсменом, выехавшим из Польши в 1932 году в кругосветное путешествие. Он поселился в Треллис-Бей, на Британских Виргинских островах, где он построил верфь и морскую магистраль, организовал небольшой ресторан и отель.
С 1970-х годов на острове имелись ресторан и бар «The Last Resort», который много лет принадлежит и управляется Тони Снеллом, британским героем войны. Беллами-Кей находится недалеко от Международного аэропорта Терранс Леттсом, и населяют собственниками и персоналом ресторана. Остров остаётся изолированным относительно энергии, воды и связи от материка, но производит собственную электроэнергию за счет солнца, ветра и дизельных генераторов.